# Lycocerus okabei
Lycocerus okabei is een keversoort uit de familie soldaatjes (Cantharidae). De wetenschappelijke naam van de soort werd in 1992 gepubliceerd door Takahashi.